# Talona lituano
Il talona fu la valuta temporanea emessa in Lituania tra il 1991 e il 1993. Sostituì il rublo sovietico alla pari e fu sostituito dal lita al cambio di 100 talonas = 1 lita. Il talonas era solo emesso in forma cartacea.

## La prima riforma
All'inizio dell'agosto 1991 per rispondere alla crescente inflazione, il governo lituano decise di introdurre il talona. Fu una riforma attuata velocemente e senza sguardo al futuro, spinta dal primo Ministro Gediminas Vagnorius. Dapprima, era molto simile ai buoni delle razioni: ogni persona riceveva il 20% del proprio salario in talona fino a un massimo di 200 talonas. Per comprare merce diversa dal cibo, ognuno doveva pagare lo stesso prezzo in rubli e talona (ad esempio, se un paio di scarpe costava 50 rubli, per acquistarle bisognava pagare 50 rubli e 50 talonas).
Questo sistema fu pesantemente criticato. Prima di tutto, non rispondeva alla mancanza di merci, ma riusciva solo a limitare la domanda; inoltre, la richiesta di merci costose subì un crollo a causa del tempo necessario ad accumulare la somma in talonas necessaria per gli acquisti: tutto questo si tradusse in danni ai commerci. Inoltre, questo sistema non era in grado di impedire l'iperinflazione del rublo, perché il talona non era una valuta indipendente, ma solo una valuta supplementare con un cambio fisso con il rublo. Il sistema cercò di incoraggiare i lituani a risparmiare l'80% dei loro salari, ma la gente continuava ad accumulare rubli senza possibilità di spenderli. Questo portò all'inflazione delle merci che non richiedevano l'utilizzo del talona (come i cibi del mercato nero).
| Anno      | Tasso di inflazione (%) | Tasso di inflazione (%) |
| --------- | ----------------------- | ----------------------- |
|           | In Lituania             | In Russia               |
| 1991      | 225                     | NP                      |
| 1992      | 1100                    | 2508,8                  |
| 1993      | 409                     | 849,9                   |
| 1994      | 45,1                    | 215,1                   |
| 1995      | 35,7                    | 175,0                   |
| 1996      | 13,1                    | 21,8                    |
| 1997      | 8,4                     | 11,0                    |
| 1998      | 2,4                     | 84,4                    |
| 1999      | 1,5                     | 36,5                    |
| Fonti , , |                         |                         |

## La seconda riforma
Nell'estate del 1992 fu anticipato che il talona sarebbe stato presto rimpiazzato da una valuta permanente, il lita. La Lituania mancava enormemente di denaro (alcuni lavoratori erano addirittura pagati in merci piuttosto che in denaro), mentre la Russia continuava a stringere la politica monetaria. Inoltre, le monete e le banconote in lita erano già state prodotte e portate in Lituania. Il 1º maggio 1992 si decise di introdurre di nuovo il talona come valuta temporanea indipendente, per circolare insieme al rublo con la speranza di diminuire l'inflazione. Fu pertanto creato un sistema di valuta doppio. Il 1º ottobre 1992 il rublo fu completamente abbandonato e sostituito dal talona. La Lituania fu l'ultima delle repubbliche baltiche ad abbandonare il rublo.
Chiamati "Vagnorkės" come Gediminas Vagnorius o "biglietti dello zoo", poiché vi erano raffigurati molti animali, i talona non guadagnarono la fiducia della popolazione. Le banconote erano piccole e stampate su carta di bassa qualità, e le persone erano riluttanti ad usarle. Nonostante questo, il talona riuscì a rallentare l'inflazione.
La data di introduzione del lita fu più volte procrastinata senza chiari motivi.  Il 25 giugno 1993 il lita fu introdotto al cambio di 1 lita = 100 talonas.

## Banconote
Nel 1991 furono emesse banconote nei tagli da 0,10, 0,20, 0,50, 1, 3, 5, 10, 25, 50 e 100 talona. Nel 1992 furono emesse quelle da 1, 10, 50, 100, 200 e 500 talona, seguite da una nuova serie di 200 e 500 talonas nel 1993.
Nel 1994 circa 30 t. di banconote senza valore furono riciclate come carta igienica a Grigiškės.